# Latrunculia velera
Latrunculia velera är en svampdjursart som beskrevs av Lehnert, Stone och Heimler 2006. Latrunculia velera ingår i släktet Latrunculia och familjen Latrunculiidae. Inga underarter finns listade i Catalogue of Life.